# PA-99-N2
PA-99-N2 là một sự kiện vi trọng lực được phát hiện theo hướng của Thiên hà Tiên Nữ năm 1999.

## Giải thích
Một khả năng cho sự kiện này là một ngôi sao trong đĩa  thấu kính hấp dẫn M31 một sao khổng lồ đỏ cũng trong đĩa. Ngôi sao sẽ có khối lượng từ 0.02 M☉ và 3.6 M☉ với giá trị rất có thể gần 0.5 M☉. Trong trường hợp này, cấu hình thấu kính làm cho ngôi sao có khả năng có một hành tinh.

## Ngoại hành tinh có thể
Ngoại hành tinh có thể có khối lượng 6,34 sao Mộc. Nếu được xác nhận, nó sẽ là hành tinh ngoài dải Ngân Hà đầu tiên được tìm thấy trong một thiên hà khác.
| Thiên thể đồng hành (thứ tự từ ngôi sao ra) | Khối lượng | Bán trục lớn (AU) | Chu kỳ quỹ đạo (ngày) | Độ lệch tâm | Độ nghiêng | Bán kính |
| ------------------------------------------- | ---------- | ----------------- | --------------------- | ----------- | ---------- | -------- |
| b (chưa xác nhận)                           | 6.34 MJ    | —                 | —                     | —           | —          | —        |